# 科紐什夫卡
49°22′17″N 28°51′6″E / 49.37139°N 28.85167°E
科紐什夫卡（烏克蘭語：Конюшівка），是烏克蘭的村落，位於該國西南部文尼察州，由文尼察區負責管轄，始建於1584年，面積0.59平方公里，海拔高度285米，2001年人口57，人口密度每平方公里96.94人。